# Robert Knepper
Pour les articles homonymes, voir Knepper.
Robert Knepper est un acteur américain né le 8 juillet 1959 à Fremont, dans l'Ohio.
Il est principalement connu pour son rôle de Theodore « T-Bag » Bagwell, un dangereux psychopathe, dans la série télévisée Prison Break. Il est aussi connu pour ses nombreux rôles de méchant dans plusieurs films et séries (comme Heroes).

## Biographie

### Jeunesse
Dès sa naissance, Robert Knepper a un pied dans le monde du spectacle. Né dans une famille d'origine allemande d'un père vétérinaire et d'une mère accessoiriste, il prend goût pour la comédie en passant du temps dans le théâtre associatif où travaille sa mère. C'est donc tout naturellement que le futur acteur étudie les arts dramatiques, et fait ses armes sur les planches de Chicago et de New York.

### Carrière
En octobre 1986, Robert Knepper décroche son premier rôle à Hollywood dans la comédie dramatique That's Life! de Blake Edwards.
En 1987, il est en tête d'affiche d'un thriller, Wild Thing, où il mène une vie chaotique après avoir été témoin du meurtre de ses parents, alors qu'il n'était qu'un enfant. Par la suite, il tourne à deux reprises avec Kiefer Sutherland, d'abord dans Flic et Rebelle puis dans Young Guns 2.
En 1993, il interprète le rôle d'un lieutenant de police, aux côtés de Martin Sheen, dans le thriller Le Profiler de Michael Cohn.
En 1996, il décroche un rôle secondaire dans la comédie musicale de Woody Allen, Tout le monde dit I love you. La même année, il joue dans Dead of Night, un film assez sombre traitant le thème du vampirisme. Robert Knepper collectionne ensuite les seconds rôles dans des films et téléfilms (le troisième volet de La Mutante et un caméo dans Love and Sex en 2000), et c'est la télévision qui lui ouvre la voie du succès.
Sa carrière télévisuelle est en effet très prolifique. Il apparaît pour la première fois sur le petit écran en 1986 dans un épisode de la série télévisée The Paper Chase. Le comédien multiplie alors les rôles de guest-star, dans des séries comme L'Enfer du devoir (1987), Star Trek : La Nouvelle Génération, China Beach (1990), New York, police judiciaire (1995), ou encore Urgences (1998). Il revient peu après avec un rôle récurrent dans Hôpital San Francisco (2002), avant de s'installer dans La Caravane de l'étrange (2003), où il joue un animateur radio au début du siècle dernier. Et c'est sans compter un détour par Les Experts : Miami (2004) ou encore Point Pleasant, entre le bien et le mal (2005).
C'est en 2005 que Robert Knepper se fait mondialement connaître. L'acteur se laisse enfermer dans le pénitencier Fox River de la série Prison Break où il tente de se joindre au plan d'évasion de Michael Scofield, joué par Wentworth Miller. Son personnage, Theodore « T-Bag » Bagwell , un psychopathe à la fois très inquiétant et charismatique, est présent tout au long des cinq saisons de la série. Il est fréquemment cité dans les médias comme l'un des meilleurs méchants de tous les temps. Cette prestation, qui a valu à Robert Knepper deux nominations aux Satellite Awards (2006) et Teen Choice Awards (2007), lui ouvre les portes de nombreux projets, souvent dans la peau d'un méchant. De plus, en 2011, il reprend ce rôle dans un épisode de la série Breakout Kings.
Il croise ainsi successivement Bruce Willis dans Otage, George Clooney dans Good Night and Good Luck et devient l'ennemi préféré des productions EuropaCorp dans Hitman et Le Transporteur 3 où il tient tête à Jason Statham.
Au cours des années 2010, Robert Knepper a surtout été présent à la télévision, à travers deux rôles récurrents dans Heroes et Stargate Universe. Son retour au cinéma se fait dans une production française, le biopic Cloclo. Aux côtés du Claude Francois campé par Jérémie Renier, il interprète un autre chanteur mythique, Frank Sinatra.
Notons sa présence dans Hunger Games : La Révolte, partie 1 et 2 en 2014 et 2015, où il incarne le Ministre de la Défense, Antonius.
De novembre 2015 à février 2016, il tourne en Thaïlande dans le film Chasse à l'homme 2 (Hard Target 2) de Roel Reiné, produit par John Woo, où il interprète de nouveau le méchant de l'intrigue. Ce film est une suite indirecte au film Chasse à l'homme avec Jean-Claude Van Damme.
En 2017, il tourne sous la direction de David Lynch dans la 3e saison de la série Twin Peaks, Twin Peaks: The Return. Il y incarne Rodney, l'un des deux frères Mitchum (Bradley Mitchum étant interprété par Jim Belushi). Ce duo de gangsters occupe la 1re place du classement des 10 Meilleurs Nouveaux Personnages de Twin Peaks: The Return établi par Vulture.com, le  
site culturel du New-York Magazine.

### Vie privée
Robert Knepper a été marié avec Tory Herald de 2005 à 2009. Ils ont eu un fils ensemble, Benjamin Knepper, né en 2002. En 2013, il a épousé Nadine Kary en secondes noces.
En novembre 2017, Robert Knepper est accusé de harcèlement sexuel par une costumière lors du tournage du film Gas Food Lodging en 1991. Sur le réseau social Instagram, le 9 novembre 2017, il dément ces allégations et dit être « choqué et anéanti d'être faussement accusé de violences envers une femme » (« I am shocked and devastated to be falsely accused of violence against a woman. »). Deux enquêtes menées par les studios CW concluent à l'absence d'un quelconque comportement fautif de la part de l'acteur sur le tournage de la série iZombie.
Dans une interview accordée à Didier Allouch pendant le tournage de la saison 3 de Prison Break, Robert Knepper évoque ses liens d'amitié avec l'un de ses partenaires, Amaury Nolasco, son « meilleur pote sur la série » (« my best bro on the show »). Il est également un ami proche de Sarah Wayne Callies et Rockmond Dunbar[réf. nécessaire].
Robert Knepper est très attaché à la France et plus particulièrement à Paris qu'il a découvert lors de la promotion de Hitman et qu'il considère comme sa « deuxième maison » (en français dans le texte).

## Filmographie

### Cinéma
- 1986 : That's Life! de Blake Edwards : Steve Larwin
- 1987 : Wild Thing de Max Reid : Wild Thing
- 1987 : Bienvenue au Paradis (Made in Heaven) d'Alan Rudolph : Orrin
- 1988 : Mort à l'arrivée (D.O.A.) de Jankel Annabel et Rocky Morton : Nicholas Lang
- 1989 : Flic et Rebelle (Renegades) de Jack Sholder : Marino
- 1990 : Young Guns 2 de Geoff Murphy : Officier Carlyle
- 1992 : Break Out (Where the Day Takes You) de Marc Rocco : le chanteur de rock
- 1993 : Le Profiler de Michael Cohn : le lieutenant Jimmy Creedmore
- 1996 : Jaded de Caryn Krooth : Freddy
- 1996 : Dead of Night de Kristoffer Tabori : Christian
- 1997 : Tout le monde dit I love you (Everyone Says I Love You) de Woody Allen : Greg
- 1999 : La Captive des îles (Kidnapped in Paradise) de Rob Hedden : Charles Renard
- 2000 : Love and Sex de Valerie Breiman : Gerard Boussard
- 2004 : La Mutante 3 (Species III) de Brad Turner : Dr Abbot
- 2005 : Otage (Hostage) de Florent Emilio Siri : Wil Bechler
- 2005 : Good Night and Good Luck de George Clooney : Don Surine
- 2007 : Hitman de Xavier Gens : Yuri Marklov
- 2008 : Le Transporteur 3 d'Olivier Megaton : Johnson
- 2008 : Le Jour où la Terre s'arrêta (The Day the Earth Stood Still) de Scott Derrickson : un colonel
- 2011 : Planète Terre en danger (Earth's Final Hours) de David Hogan : John Streich
- 2012 : Cloclo de Florent Emilio Siri : Frank Sinatra
- 2013 : RIPD : Brigade fantôme (RIPD: Rest In Peace Department) de Robert Schwentke : Nawlicki
- 2014 : Hunger Games : La Révolte, partie 1 (The Hunger Games: Mockingjay - Part 1) de Francis Lawrence : Antonius
- 2015 : Hunger Games : La Révolte, partie 2 (The Hunger Games: Mockingjay - Part 2) de Francis Lawrence : Antonius
- 2015 : The Hoarder de Matt Winn : Vince
- 2016 : Chasse à l'homme 2 de Roel Reiné : Aldrich
- 2016 : Jack Reacher: Never Go Back d'Edward Zwick : le général Harkness
- 2016 : Frat Pack de Michael Philip : Kush
- 2017 : Badsville de Roel Reiné : M. Gavin
- 2018 : Edge of Fear de Bobby Roth : Victor Novak
- 2021 : Redemption Day de Hicham Hajji : le mystérieux lobbyiste
- 2022 : Mindcage de Mauro Borrelli : shérif Owings

### Télévision
- 1986 : The Paper Chase - saison 4, épisode 5 : Howard
- 1986 : La Loi de Los Angeles (L.A. Law) - saison 1, épisodes 1 et 2 : Georgia Buckner
- 1987 : L'Enfer du devoir (Tour of Duty) - saison 1, épisode 6 : PV2 Allen
- 1987 : Star Trek : La Nouvelle Génération - saison 1, épisode 10 : Wyatt Miller
- 1990 : E.A.R.T.H. Force - saison 1 : Dr. Peter Roland
- 1991 : Perry Mason - Un éditorial de trop (Perry Mason: The Case of the Fatal Fashion) (téléfilm) de Christian I. Nyby II : Kim Weatherly
- 1992 : La Loi de Los Angeles (L.A. Law) - saison 7, épisode 9 : David Orcott
- 1993 et 1995 : Arabesque (Murder, She Wrote) : Owen (saison 9, épisode 10) et Robbie Dorow (saison 12, épisode 17)
- 1995 : New York, police judiciaire (Law and Order) - saison 6, épisode 2 : Igor Smith
- 1997 : Le Visiteur (The Visitor) - saison 1, épisode 4 : Alex Burton
- 1997 : Urgences (ER) - saison 4, épisodes 16 : Keith Reynolds
- 1999 : Profiler - saison 4, épisode 16 : Martin Lewis
- 1999 : Star Trek: Voyager - saison 6, épisode 7 : Gaul
- 1999 : Sept jours pour agir (Seven Days) - saison 2, épisode 15 : Major Gene Hastings
- 2000 : Nikita (La Femme Nikita) - saison 4, épisode 18 : Henry Paul Collins
- 2000 : À la Maison-Blanche (The West Wing) - saison 2, épisode 15 : Morgan Ross
- 2001 : Voleurs de charme (Thieves) - saison 1, 10 épisodes : Oliver Shue
- 2001 : New York, section criminelle (Law and Order: Criminal Intent) - saison 1, épisode 9 : Dr Peter Kelmer
- 2002 : Haunted - saison 1, épisode 1 : Henry
- 2002 : Hôpital San Francisco (Presidio Med) - saison 1, épisodes 4, 8 et 10 : Sean
- 2003-2005 : La Caravane de l'étrange (Carnivàle) - 13 épisodes : Tommy Dolan
- 2004 : Les Experts : Miami (CSI: Miami) - saison 3, épisode 11 : Freddy Coleman
- 2005-2009 et 2017 : Prison Break : Theodore « T-Bag » Bagwell (80 épisodes + 9 épisodes diffusés en 2017)
- 2009 : Heroes - saison 4, 19 épisodes : Samuel Sullivan
- 2010 : Stargate Universe - saison 2, 6 épisodes : Simeon
- 2010 : Esprits criminels (Criminal Minds) - saison 6, épisode 8 : Rhett Walder
- 2010 : Chase - saison 1, épisode 3 : Jack Druggan
- 2011 : Shameless - saison 1, épisodes 6 et 7 : Rod
- 2011 : Breakout Kings - saison 1, épisodes 3 : Theodore « T-Bag » Bagwell
- 2013 : Cult - saison 1, 13 épisodes : Roger Reeves / Billy Grimm
- 2013 : Blacklist - saison 1, épisode 5 : le Coursier
- 2013 : Mob City - 6 épisodes : Sid Rothman
- 2014-2015 : Hawaii 5-0 - saison 4, épisode 13 / saison 5, épisode 18 : Rex Coughlin
- 2014 : Arrow - saison 2, épisodes 14 : William Tockman / Clock King
- 2014 : Flash (The Flash) - saison 1, épisode 7 : William Tockman / Clock King
- 2015 : Texas Rising - 5 épisodes : Empresario Buckley
- 2015 : Chicago Fire - saison 3, épisode 13 : Adrian Gish
- 2015 : Chicago Police Department (Chicago P.D.) - saison 2, épisode 13 : Adrian Gish
- 2015 : American Horror Story - saison 5, épisode 5 : Lieutenant
- 2015 : NCIS : Enquêtes spéciales : Benson Long
- 2016 : iZombie  - saison 2, saison 3 et saison 4 : Angus McDonough, le père de Blaine
- 2016 : Une nuit en enfer - saison 3, épisode 8 (Rio Sangre): Ranger Willet
- 2017- 2018 : Homeland - saison 6 et saison 7 : Général Jamie McClendon
- 2017 : Twin Peaks (saison 3) : Rodney Mitchum
- 2017 : The Orville (saison 1 épisodes 4) : Hamelac

### Jeux vidéo
- 2010 : Prison Break: The Conspiracy : Theodore "T-Bag" Bagwell
- 2017 : Call of Duty: World War II : un officier SS[11]

## Voix francophones
En France, Christian Visine est la voix régulière de Robert Knepper entre 2005 et 2017. Nicolas Marié l'a également doublé à trois reprises.
En France
| - Christian Visine dans : - Prison Break (série télévisée) - Hitman - Le Transporteur 3 - Heroes (série télévisée) - Chasse à l'homme 2 (téléfilm) - Chase (série télévisée) - Esprits criminels (série télévisée) - Stargate Universe (série télévisée) - Shameless (série télévisée) - Breakout Kings (série télévisée) - RIPD : Brigade fantôme - Mob City (série télévisée) - Blacklist (série télévisée) - Arrow (série télévisée) - Flash (série télévisée) - Hawaii 5-0 (série télévisée) - Chicago Fire (série télévisée) - Chicago Police Department (série télévisée) - NCIS : Enquêtes spéciales (série télévisée) - iZombie (série télévisée) - Une nuit en enfer, la série (série télévisée) - Twin Peaks (série télévisée) - The Orville (série télévisée) - Nicolas Marié dans : - Young Guns 2 - Jack Reacher: Never Go Back - Redemption Day | - Emmanuel Karsen dans (les séries télévisées) : - New York, police judiciaire - Urgences - Patrick Béthune (*1956 - 2017) dans (les séries télévisées) : - Voleurs de charme - Homeland (2e voix - saison 6, épisodes 10 et 12) - Emmanuel Lemire dans : - Hunger Games : La Révolte, partie 1 - Hunger Games : La Révolte, partie 2 Et aussi - Michel Mella dans Mort à l'arrivée - Éric Legrand dans Flic et Rebelle - Nessym Guetat (Belgique) dans Break Out (1er doublage, 2000) - Jean-Luc Kayser dans Profiler (série télévisée) - Franck Monsigny dans À la Maison-Blanche (série télévisée) - Guy Chapellier dans New York, section criminelle (série télévisée) - Bruno Dubernat (*1962 - 2022) dans Haunted (série télévisée) - Christian Fischer Naudin dans Hôpital San Francisco (série télévisée) - Patrick Borg dans La Caravane de l'étrange (série télévisée) - Patrick Floersheim (*1944 - 2016) dans Otage - Patrick Osmond (*1957 - 2020) dans Le Jour où la Terre s'arrêta - Pierre Tissot dans Percy Jackson : La Mer des monstres - Fabien Jacquelin dans Homeland (série télévisée, 1re voix - saison 6, épisodes 1 et 7) - Michaël Cermeno dans Warhunt - Jérôme Keen dans The Moderator |

Au Québec